# اچ‌ام‌اس پورت نپر
اچ‌ام‌اس پورت نپر (به انگلیسی: HMS Port Napier) یک کشتی بود که طول آن ۴۹۸ فوت (۱۵۲ متر) بود. این کشتی در سال ۱۹۴۰ ساخته شد.